# 居合術

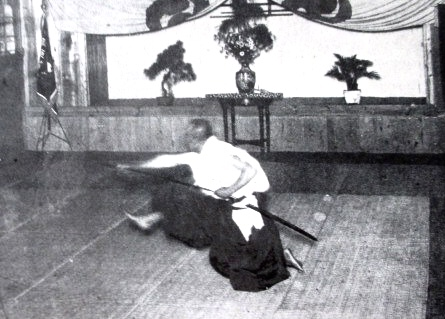
無雙神傳英信流居合（細川義昌演武）

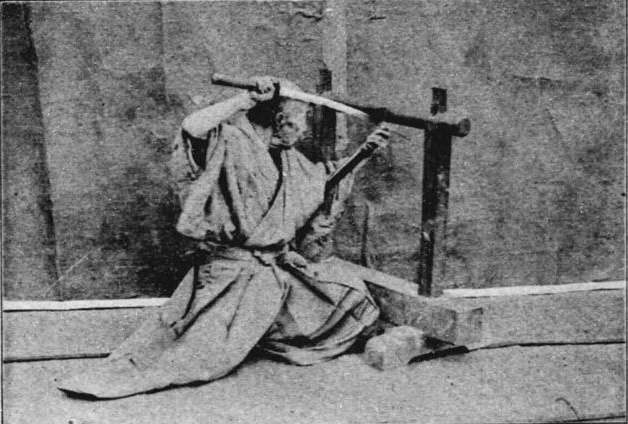
影山流抜剣

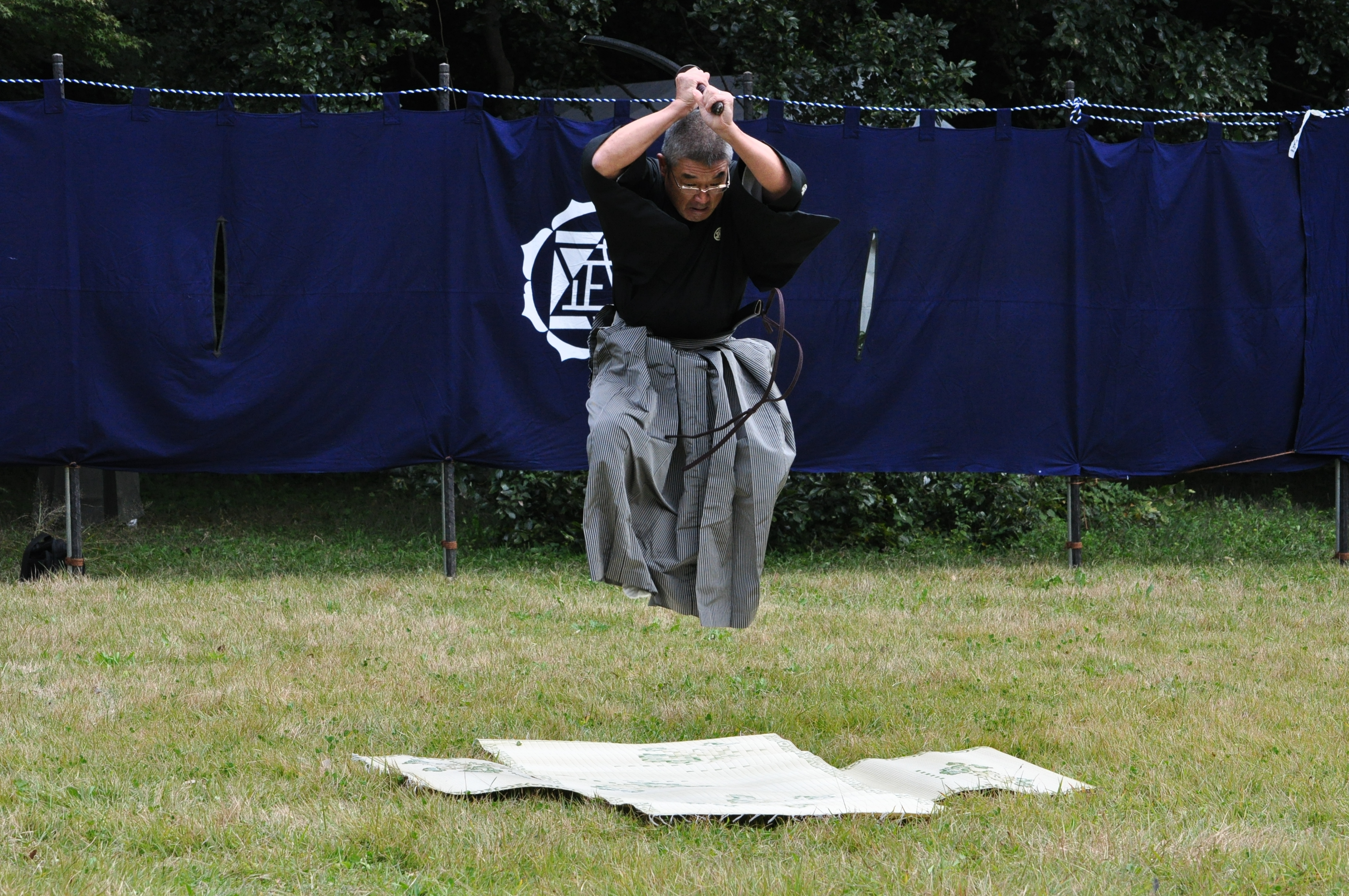
関口流抜刀術

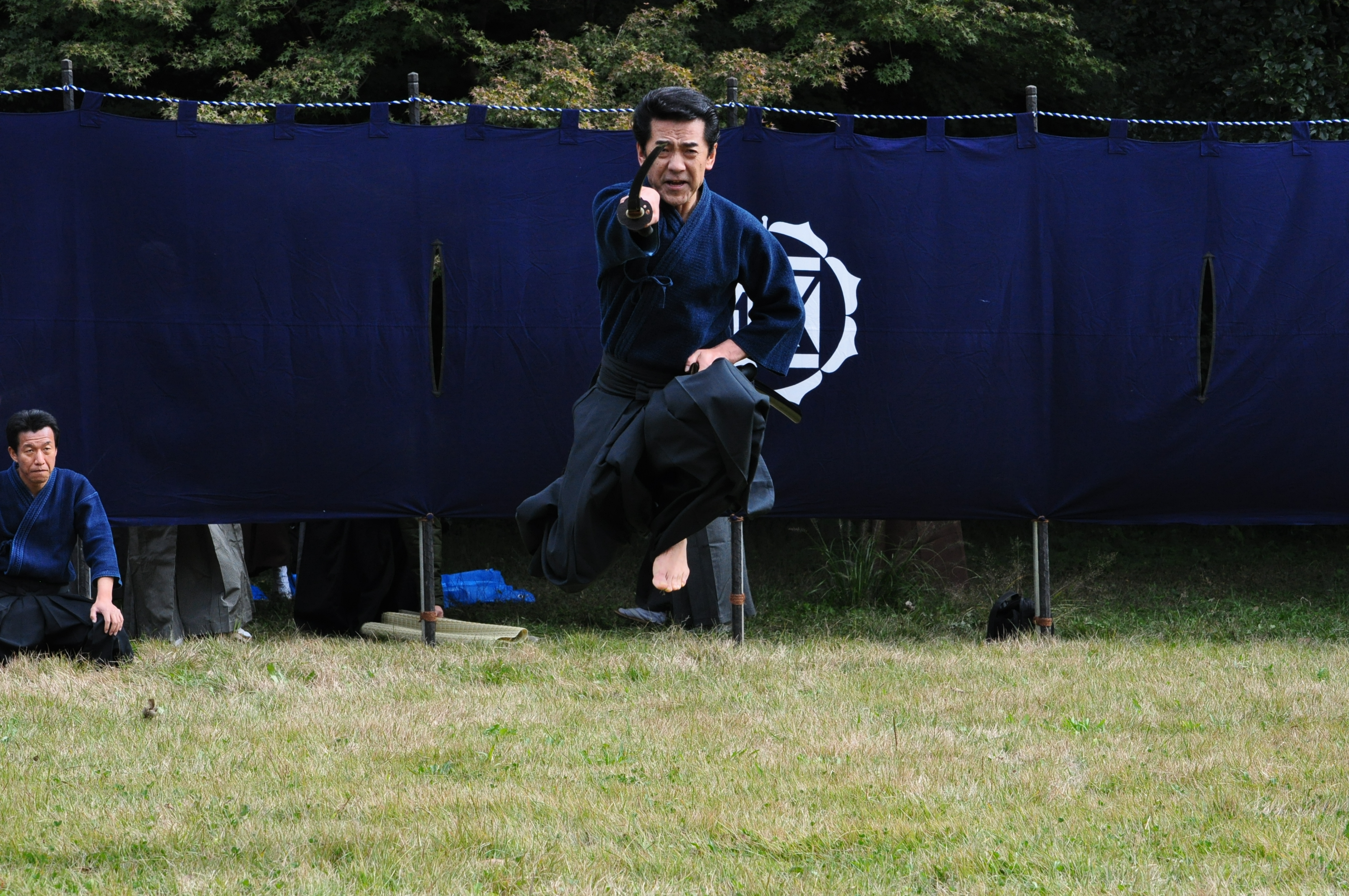
天真正伝香取神道流居合

居合術（いあいじゅつ）、もしくは居合（いあい）、抜刀術（ばっとうじゅつ）とは、日本刀を鞘に収めて帯刀した状態より、鞘から刀を抜き放つ動作で相手に一撃を与え、続く太刀捌きでさらに攻撃を加えたのち、血振るい残心、納刀するに至る形・技術を中心に構成された日本の武術である。
刀剣を鞘から抜き放ち、さらに納刀に至るまでをも含めた動作が、高度な技術を有する武芸として成立している例は、世界でも類を見ない。このように日本固有の形態を有し、かつ日本の武を象徴する日本刀を扱うことから、居合は「日本の武道・武術の中でも最も日本的なもの」と表現されることもある。

## 名称
近世以降、この武術を示す術語は、多数存在し、使用されてきた。
- 「居合」「居相」「坐合」 などのように「すわる」という意味の文字と「あわせる」という意味の文字からなるもの
- 「抜刀」「抜合」「抜剣」「鞘離」などのように刀を 「抜く」という技法を直接的に示す意味合いの強いもの
- 「囲合」[注 1]「鞘ノ内（中）」などのように思想的意味合いの強いもの

など様々であるが、中でも「居合」という文字を使用するのが最も一般的である。他の術語を使用しても、「いあい」と読み仮名が振られている場合もある。
なお、「居合抜き」という名称があるが、これは長い刀を鞘から抜いてみせたり、刀を素早く抜いて野菜や果物などを切断し素早く納刀してみせるような、居合術を見世物化させた、香具師などによる大道芸を指すことが多い（ガマの油売りが有名）。「居合切り」という名称もまた同様にして、基本的には何かモノを抜き打ちに切断する大道芸の意で使われる。

## 特徴
ゐあひ太刀討の根元なり。兵法といふハ敵に向て太刀をあはするハ腰より抜き出ての上也。抜ずして兵法あるべからず。然ば抜を第一とす—『人倫訓蒙図彙』
元来居合者、不レ抜以前を居合と謂、抜ては兵法也—『光玉集居合巻』 
剣の鞘にあるを抜きはなす所居合なり—山之井流『居合業』
とあるように、鞘から抜いて構えた状態で開始するのが剣術、鞘に収まった状態から開始するのが抜刀術すなわち居合と認識されており、刀を抜くという技術に重要な意味を持っていることは、居合における第一の特徴として挙げられる。剣を遣うことはそもそも刀を抜くことに始まる。まずこの自明の理に立って、その技術の重要性は多く説明される。
また、
刀を鞘より抜くと打つとの間髪を入れざる事を仕出し、是を居合と号して（後略）—『和田流居合正誤』
剣鯉口を離るゝとひとしく、敵二ツにならざれば居合にあらず—『武備和訓』
とあるように、通常では「刀を抜く」「斬る」という2段階に動作が分けられるところを、居合では主に１つの動作に集約させているところに、大きな特徴がある（「抜き打ち」の語源）。
さらに、「居合」という語には2つの意味合いがあり、その観点からも居合の特徴は説明される。一つは、「立合（たちあい）」（「起合（たちあい）」）に対する術語としての居合である。立合とは、技を仕懸け合う以前の両者相対する状態を指すものであり、立って向かい合うことを意味している。これに対し居合は 「居」すなわち座位にあって敵に対することであると考えられ、
坐合の諸流、坐して長刀を抜を以居合とせり—『武備和訓』
居ながらにして長剣を抜合するを居合と云—『尾府御家中武芸はしり廻』
とあるように、主に屋内で座位より技を行うところに居合の特徴がある。
もう一つは、偶然その場に居ることを意味する「居ながらにして合わす（居合わす）」にある。すなわち、
夫居合ハ治世不時の変に應じて其機を失ワズ、寔に治乱兼備の妙術なり—『居合相傳許之巻』
居合は敵を鞘の中より引受て、早く抜き合せ勝処の術なれば、平日の嗜み武士として此術を知らずしては叶難しといへり—『尾府御家中武芸はしり廻』
とあるように、不意な敵の攻撃、害意の起こりに対して、「後の先」または「先々の先」によって、これに応ずる技術を指していると考えられる。いわば、常に帯刀する武士の文化から派生した、平時における襲撃から身を守る護身術としての側面であり、行住座臥、つねに身の備えを怠らず、いかなる場合にもただちに対応できる（戦闘態勢に移行できる）技術と平常の心構えが第一とされる。
これらの特徴を整理すると、それまでの野外における実戦的な「抜刀」から、屋内などでの急な変に応ずる為の、治世における武術へと変革が求められたことで、座して刀を抜くという技法が中心に置かれるようになったと捉えることもでき、それによって「居合」という文字が抜刀技術自体を表すものとして一般的になっていったのではないかという指摘もある。
加えて、泰平の世となり、事（技法）と理（理念）との一致を旨とする立場から、哲理に裏付けられた指導法を重視するようになると、
居と言は一心之儀也。一心居所に居ざれば萬事を知る事かたし。依て、へんに合わさる也。一心居る所に居てへんに應ずるを居合と言ひ（後略）—『田宮流極意 三十八ヶ条』居合心持之事
居とは強剛直理の場に心を居へ、相とは常住座臥の身備を相といふ。片時も武備を失はざるを、敢もなほさず居相といふ—『尾府御家中武芸はしり廻』
とあるように、「居」とは寂然不動の心境にあること、「合」とは自在の感心により心と体が臨機応変にはたらくことを表し、居は「静」、合は「動」、その静と動とが一如となってはたらくことに居合の妙諦がある、と言うような思想的解釈も見られている。
さらに、礼法的要素が強調され、鯉口の切り方、柄への手のかけ方、目付、放し切り、手の内の締め方、足の踏み方、刀の納め方など、作法の厳正さと、その間の気合を重視していることも、近世以降の居合の特徴として挙げられる。

## 起源

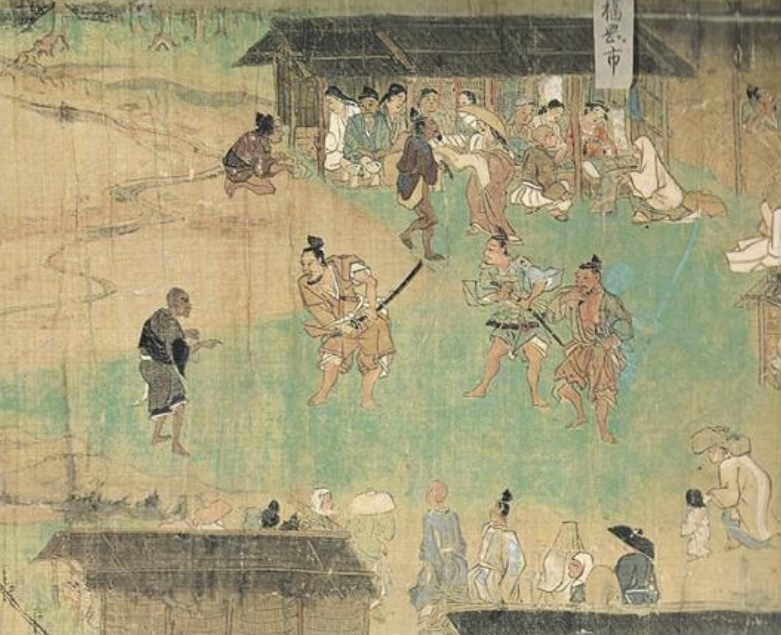
『一遍聖絵』第四巻「福岡の市」（1299年）。一遍に対して、武士が刀を抜かんとしている様子が描かれている。

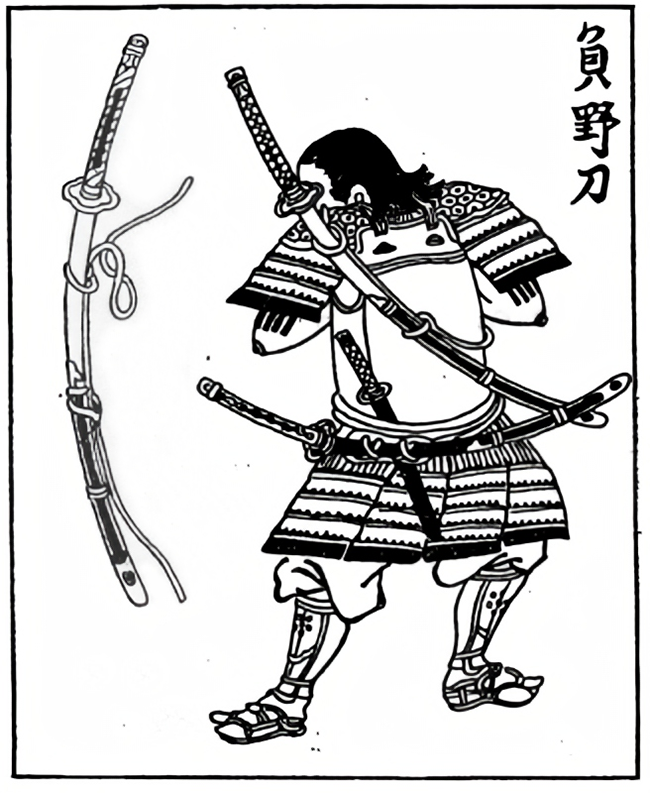
南北朝時代に流行した野太刀の背負い方（背負い太刀）を示した図（1735年）。刀を抜くのに特有の技術を要することは明らかである。

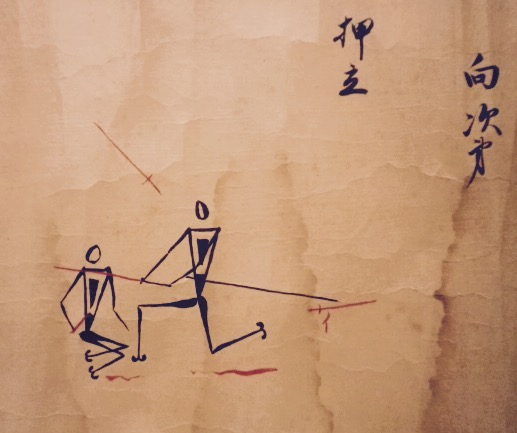
林崎新夢想流居合の伝書

刀の抜き方・納め方、あるいは刀を抜くと同時に相手を斬るような技術は、武器として刀が使用され、かつ常に刀を携帯する佩刀・帯刀という文化があった以上、古くからある程度自然に存在していたと考えられているが、その起源は明らかでない。
馬上で太刀を腰から抜くために特有の操法が必要であったことは、
左ニテ手縄ヲ一ツ持刀ノ上ヨリ手ヲ右ヘヤリ左ノ股へ刀ヲ廻シ臂ニテ刀ヲ押ヘル心ニテ抜クナリ—『止戈枢要』戰馬之六 太刀討
とあるように文献からも明らかであり、合戦での騎乗による太刀の使用率が増えていった平安時代や大太刀が重宝された鎌倉時代・南北朝時代より、騎馬武者はこのような刀を抜く技術を自ずと習得していたと考えられる。
加えて、
昔ノ武士ハ劔術ナク、居合ヲ専ニ習タリ。甲冑ノ上ニテハ刀ノ寸ノ延タルハ抜カヌルモノナリ。（中略）加藤清正宇土攻ノ時、南條玄宅、三宅角左衛門ト鎗ヲ合セ、玄宅ハ後ヘヌケ、角左衛門ハ前ヘ抜ケタルニ、角左衛門ガ若黨後ニアリ、玄宅ガ額ヲ切ル、玄宅目眩テクルクルト廻ラレタルガ、廻リナガラ刀ヲ抜テ、彼ノ若黨ヲ抜打ニ胴切ニシラレタルト、戦場ニテハ如此ワザモアレバ、昔武士ノ居合ヲ専トシタルハ、尤ノコト也—『蘐園秘録』
とあるように、馬に騎乗しない白兵戦においても、槍などの表道具で決着がつかなかった場合に抜刀術が重宝されていたと記す文献もある。
一般に『本朝武芸小伝』をはじめとする多くの諸書では、室町時代末の剣客・林崎甚助（1542-1621）が、武芸としての抜刀技術を創始した人物、「中興抜刀乃始祖」として仰がれており、刀の長短、身体の大小によらない抜刀法を工夫し、林崎流を開創したとされる。林崎の経歴や居合が生み出された経緯については不明な点が多いが、概要は林崎甚助#生涯、神夢想林崎流#流祖を参照。
林崎甚助直伝の術技は
彌和羅と兵法との間今一段剣術有る可しと工夫して、刀を鞘より抜くと打つとの間髪を入れざる事を仕出し、是を居合と号して三尺三寸の刀を以て、敵の九寸五分の小刀にて突く前を切止る修業也—『和田流居合正誤』
腰刀三尺三寸勝九寸五分事柄口六寸勝之妙不思義之極意一國一人之相傳也—『居合根源之巻』
とされ、同様の内容の伝書は、林崎甚助を開祖とする諸流で確認されている。これらの伝書によれば、両者互いに極めて近い距離に座しているときに、短刀を持った極めて有利な相手に対して、自身は鞘に収まった極めて不利な長刀を用いて、如何に勝つか、という逆説的発想から居合が生まれたとされており、形の内容そのものを実戦で使用することは想定されていない（理合を学ぶ方便。これは古武道の形稽古における根本的な理念でもある）。
すなわち、
居合と言は、居組てのわざのみにあらず。凡人情の本末を分けて、座するを本とし、立を末とす。人常に立てば刀たいがい自由也、座しては不自由也。依て、平生座して刀を用事、稽古の為也。座して刀自由なれば、立てば彌自由に能叶なり—『田宮流極意 三十八ヶ条』居合心持之事
ともあるように、極限まで制約された不自由な状態・圧倒的に不利な状況から自由自在に抜刀する形を修練することにより、無理無駄のない高度な身体操作・術技が習得可能になるという理論である。
なお、林崎甚助やその直弟子である田宮重正、長野無楽斎による直筆の伝書は発見されておらず、近年その存在が明らかとなった、長野無楽斎の直弟子による1643年発給のものが、これまで発見された中で最も古い居合絵伝書とされる。また、これら初期の居合流派で用いられていた三尺三寸の刀は、現代の国際単位系に換算するとおよそ1メートルの長大な刀となるが、江戸時代後期の武術家・窪田清音の記した『剣尺記』によれば、
当伝に在りては先師の定めし所、身長五尺五寸に充つれば三尺二寸の太刀に一寸の鎺を附し、鍔先三尺三寸なれば抜き差しも動作も不便の事なしと為せり。又短小の人と雖も武夫の間に長ぜし者なれば、二尺五寸の太刀を作用するは自由なりとの定めなり。是先師の弟子に教へ試みられし所にして、徒に曲尺に拘するものに非ず。又其の人に依り三尺五寸乃至四尺五尺なるも其の人の手に適すれば長きを厭はずとの伝あり—『剣尺記』
とあり、三尺三寸の長さの刀を自由に扱えるのは意外にも当時としては大柄な人物であり、さらに三尺三寸にこだわらず、身長に応じて刀の長さを変えることも許されていたことがうかがえる。
日本刀には太刀と打刀の様式があり、各々でその抜刀操法は大きく異なる。太刀は刃を下にして吊るし（「佩く（はく）」という）、騎乗でも片手（右手）で抜くことができたが、抜いた後に振りかざしてから振り下ろして斬りつける動作となる。
一方で打刀の場合、刃を上にして腰帯に差し込み、左手による鞘の操作によって様々な抜き方が可能で、抜きと切り付けの動作を滑らか（連続的）に行うことが可能となった。逆に言えば、刀を抜くのに「左手（鞘）の動き」という新たな技術が必要になったとも捉えることができる。左手で鞘を回し刃を下にして抜けば、下からの斬り上げ（逆袈裟）も可能となる。
この刀の携行方法の変化は、居合の発展に大きく寄与したと考えられている。打刀は太刀に比べて携行しやすく、室町時代以降から太刀に代わり主流になっていったが、当時は平時であっても戦争や決闘によらない、個人間の喧嘩や乱闘、強盗や護身などの殺人行為が日常的に発生しており、武士階級でなくとも自衛のため帯刀している者は珍しくなかった。やがて安土桃山時代の刀狩りを経て、江戸時代に入ってからは、いわゆる大小として武士の一般的な装備となった。従って、日常帯びている打刀による居合が行われるようになったのも当然のことと言える。
林崎甚助がその創始者とされている居合であるが、実際には、林崎甚助と全く関連を持たない流派も多数存在している。それらの流派がどういった経緯で居合の技法を編み出したのかについては、各々が有する独自の伝承に依存しているため、体系的な面で不明な点が多い。なおこれらを合わせて、江戸末期には居合の流派は200を超えたと言われている。

## 内容
前項で示した伝書の内容は、あくまでも林崎甚助を祖として初期に成立した流派に見られる居合の一形態に過ぎず、その時代その流派によって使用する刀の長さ、敵との間合、想定する敵の数等々大きく異なるほか、一流派の内容をとっても様々な形が伝承されており、その形態は多種多様である。
技法は大別して、座業（立膝、正座、胡座、蹲踞、居合腰）、立業、歩行中の業に区別される。座業と立業・歩行中の業が両種ともに存在する流派の場合、座業から始まり立業・歩行中の業へと続いていくような教授体系であることが多い（座業の応用発展形として立業・歩行中の業が位置付けられている）。座業の座法は、傾向として、時代とともに立膝から正座へとその主流が変化しており、それは時代風俗・文化の変遷と深く関連していると考えられる。抜刀操法として、片手操作によって相手に攻撃を与える（相手を牽制する）以外に、片手で抜刀したのち直様両手に持ち替えて攻撃したり、相手の攻撃を受け止めるまたは受け流すような技法も一般的に見られる。抜刀の速度は、現代における居合術の大家として知られる黒田鉄山によれば、物理的な遅速ではなく、調子や拍子がひとつあるいは無となった、現実的な速度感の稀薄な静かな速さが重要であって、神速と言われる抜きにも、円満悠揚たる抜きにも序破急が存在するとされる。二の太刀（「二躬（にのみ）」）には斬る、突く、薙ぐといった刀の本質的な操法が組み込まれており、黒田によれば、抜刀と二の太刀は陰陽一体通義のものとして吐く息吸う息と同じであって、剣術に依らずして運剣の妙を得ることが可能であるという。その後続けて、多くの流派で刀身に付着した血液を落とす「血振るい」（「血流し」）またはそれに相当する構えや所作が見られ、技の区切りとなり、残心に入る。納刀についても、抜刀同様にさまざまな納め方が存在するが、淀みなく行うには修練が必要とされる。夜行之方、夜対人之方、宿直用意、寝所用意等々、特定の状況下における抜刀技法や日常生活全般に亘る注意・心構えについて細かく記してある伝書は少なくなく、それらを実際に形として伝えている場合もある。また、斬撃による発声も見られる場合がある。
居合の流派を発生的に見た場合、居合を本体とした前述の林崎系を除くと、柔術に付属して考案されたもの、剣術に付属して発展したものが多い。居合が柔術・剣術と強い関連性があることは、前述の伝書『和田流居合正誤』において、林崎甚助の創始した居合が「柔術と剣術の中間に位置する剣術」とされていることからも理解できる。一般的な抜き付けから納刀に至るまでの一連の身体運動の中に柔術的技法、剣術的技法が含まれている（技法が共通している）という見方もあるが、柄や手足を使って相手に打撃を与えたり相手を組み敷くような形、相手に胸倉や柄等を掴まれた場合の形、帯刀はしているが最後まで抜刀せずに対処する形、といった柔術と区別しがたいものや、逆に相手と離れた状態で刀を抜いてから切り合う形、抜き打ちに攻撃した後も相手と切り合う形、といった剣術のようなものを、居合の形として伝えている場合もある。当時の例では、初めに基礎として一人で抜く抜刀法を行い、次に双方が素面・素小手に袋竹刀で行い、後に面金 ・薄小手を付け木剣・刃引で相対して行い、さらに進むと柔術を加味した技を行う、といった教授体系を有する流派もあった。
得物として、一般的に日本刀（真剣、刃引き）やそれを模した居合刀が使用される（一部流派では大小拵え、または小太刀（脇差）、鞘付き木刀、袋竹刀なども使用される）。戦乱を離れた時代にあっては、真剣を扱う機会も減り、剣術においても木刀や竹刀による稽古法が中心となってくる。こうした状況において、居合は刀を抜くという技法を中心とする武術であって、刀の扱いに慣れ、基本的な刀の操法とその為の所作を身につけなければならず、これは木刀や竹刀では代替することのできない点となっている。居合流派のなかに介錯の形が伝承されている例があるのも、この点に起因する。
居合には一人で行なう形が存在しており、少なくとも現在では、この一人で行なう居合が中心となっている。林崎甚助を起源とする原始的な居合では、元来相手を置いて稽古する形式であったが、居合修行における最大の眼目は、形として刀を正しく抜けるようになることであるため、相手との積極的な攻防など必要のないものとも言え、当時から「居合台」などと言って、座した人体を模したような練習台（肩当、打込台）を用いる流派は複数存在した。こうしたところから、居合には当初より、一人で習いを繰り返す独稽古のようなものが存在し、重んじられていたことは十分に考えられる。また前述したように、基本的な刀の操法を身につけることに始まる居合は、治世の武士にとっての嗜という性格を帯びており、このようなところに、一人で行なう居合の意義があったとも言える。
故ニ既ニ気体ノ練習ヲ調タル上ハ、先ヅ差当リテ刀脇差ノ手ニ入テ能ク我ガ手先ニ成様ニ習サズンバアルベカラズ、故ニ居合ノ稽古アリ、其居合ノ稽古ニテ太刀、刀ノ手ニ入リ能ク手先ニ成タル上、又敵ニ対シテ勝ヲ制スル所ノキザシグヤイヲ修練セズンバアルベカラズ、故ニ剣術ノ稽古アリ—『渋川流柔道大成録』
とあるように、居合は真剣の扱いに慣れるためのものであるとし、剣術は対人的攻防の技能を身につけるためのものとして、その役割を明確に分けてとらえていた例も見られる。
加えて、
居合抜方を鍛錬して、兩手を以て八相に引つ冠ッて切り下ろせば、刀は空氣を切りて「キエーッ」と鳴る、若し樋を切りたる刀なれば此鳴聲一層高し、此鳴聲を術語に打込みと云ふ。右（前記）の如く、切り下ろす時に、打込み即ち鳴聲を發せしむることは、少しく鍛錬すれば、能く之を爲し得べしと雖も、抜付の場合に於て、此鳴聲を發せしむることに至りては、尤も至難の業なりとす、蓋し多年の鍛錬を以てして、始て能く抜付に於て、此鳴聲を發せしむることを得べし、其業此地位に到達して、其人は、始めて居合抜方の堂に入りしものなり—『昨夢瑣事』影山流居合
とあるように、刃筋（刀身の軌道）を正確にすることも居合においては重要な技術として位置付けられており、前記同様に基本的な刀の操法を身につけるという点から、居合稽古は素振りの要素も含まれたものと言える。
なお、昭和の剣聖・中山博道は、居合の稽古について、
居合自体は一術と雖も対者を予想しない形はないが、普通に於いては一人術の如く主客共に自然に思いがちであり、術も簡単である様考えられ、そこに安易感が生じ、只抜き切り差し納めが練れて三、四十本の本数を覚えた程度で、これが居合だとする考え方が多く、しかも一人での修行のため、優劣というか勝敗を目的にしていないいわゆる競争的刺激がない故、一寸ばかり慣れてくると、はや一角の器用者然として己れの刀法をと慢じないまでも、其れに近い考えになる傾きが非常に多い—『新装版 中山博道剣道口述集』
と述べており、単独修行のなかで陥りやすい煩悩（憍）について指摘している。

## 能力・性質

### 実用性
江戸時代から、本当に剣術に対抗できるのか、存在意義はあるのか、といった論争がある。剣術は表芸であり居合は隠し芸・秘術であったという伝承があるほか、難易度の点から剣術や柔術を一定以上習得していなければ居合を習うことができなかった場合もあったと言われている（逆に「居合は剣術の根本であるから剣術よりも先に習え」と記すような伝書もある）。また一方では、剣術流儀・総合武術における単なる付属武芸（いわゆる外物・別伝）として扱われていた場合も多々ある。「身に付けないよりは身に付けておいたほうが良い」と言ったものから、「居合は近間の弓鉄砲（のように恐ろしいもの）である」といった高い評価まで各種の論が伝書類に散見されるが、自身の流儀が重んじる立場から他武芸を批判する、あるいは本末を論ずる伝書類は居合に限らず存在しているため、その点については留意する必要がある。
居合と対峙する者からすると、相手（居合術者）の抜刀前の刀身は鞘に収まった状態で相手の後方に伸びており、加えて一般的に鞘離れの直前あるいはその瞬間まで刃の軌道が読めないことから、居合の脅威は、間合（距離感）と太刀筋が読めないところにあるという見方があるほか、大刀の片手操作により、小太刀や脇差よりも離れた距離まで攻撃できるところに居合の脅威がある、という見方もある（居合が「近間の弓鉄砲」と言われる所以）。
剣術家と居合術家の対決を描いた書物については、その信憑性については定かではないものの、『撃剣叢談』（1790年刊）に記された水鴎流と堤宝山流の対決が著名である（詳細は水鴎流#撃剣叢談を参照）。この例では、剣術家が対決について「何の難きことか之あらん。抜かしめて勝つなり」と言い放っており、このように居合は刀を抜かせる、すなわち初太刀を外すことで、もはや恐るるに足らないものとするような内容を記す文献は、実際に少なくない。これは剣術家側からの視点に限らず、居合流派の伝書にも以下のように同様の記述が見られる。
元来和田氏の本意は兵法の達人にも兵法にさせずして勝を取る也（中略）兵法の上手と立合ひ、兵法の場へ遣り立てては、居合にては決して勝れずと云は正道也—新田宮流『所存之巻』
それ故に居合は「生死を鞘離れの一瞬にかける」とも言われ、刀を抜く気配を見せず、また抜いたら一撃のもとに、剣術における両手の斬撃に勝るとも劣らない斬撃力を以って相手を倒さなければならないとされている。あるいは、先に出した『撃剣叢談』の事例を逆の観点から捉えると、むしろ「刀を抜かせなければ危ない」と考えられていたわけであり、それは居合の実用性を示す証拠ともなる。なお、「剣術家が居合と立ち合う場合は、相手（居合術家）の鯉口に切先を付けよ、刀が抜け出てくる鯉口を押さえよ」と記す剣術流派の伝書や、「柄を取られては刀は抜けなくなるから、まず柄を取られない様にせよ」と記す居合流派の伝書もあり、実戦に至っては居合に刀を抜かせまいとするような攻防も見られていたようである。
また、
先師曰、剣術を得たりとも、抜刀を不レ知ば、刀あれども持べき手なきが如し。〈中略〉譬ば、剣術は身体なり、抜刀は手足なり、其身体を捨て、手足のみにては勝べからず—『古今武芸得失論』
とされ、 居合と剣術とは本来表裏一体で一つのものだという捉え方もある。これは近世以降、武芸が専門化・細分化していくなかで、共に刀剣を扱う武術である両者の関係が見直される必要があったということができる。前述したように、剣術では木刀や竹刀を使って対人的攻防を学び、居合においては真剣の扱いを学ぶという、両者に明確な役割が与えられる場合もあった。近代以降も同様にして、中山博道を中心とする剣道界において、竹刀を使う剣道のみでは本当の刀術は学べないという考え方から、戦後紙本栄一によって「剣居一体」という言葉が提唱され、剣道人は日本刀を扱う居合を並行して学ぶべきである、とされた。
幕末の日本に滞在したデンマーク人のエドゥアルド・スエンソンは、
日本刀を完璧に扱える日本人は、刀を抜いたその動作から一気に斬りつけ、相手がその動きを一瞬の間に気づいて避けない限り、敵の頭を二つに両断することができると言われている。当然のことながらこの武器は極度に危険な物と見なされ、刀を抜きそうな素振りを見せた時にはその場で直ちにそのサムライを殺しても正当防衛と認められる。一瞬でもためらえば、自分の方が犠牲になるのは明白だからである—『江戸幕末滞在記』
と記しており、居合の技術は当時恐れられていたという。実際、生麦事件における奈良原喜左衛門らのチャールス・リチャードソンへの初太刀や追い討ちは抜き打ちであったほか、幕末の四大人斬りのうち、河上彦斎と桐野利秋の二人が居合の名手であったとされることから、居合は暗殺術としても使用されていたと言われる。また福沢諭吉の著書には、幕末当時浪人による辻斬りが横行しており、福澤自身も夜道を歩いているときに、前方から大男が殺気を放って近づいてきたときのことを
いよいよとなれば兼て少し居合の心得もあるから、如何して呉れようか。〈中略〉愈よ先方が抜掛れば背に腹は換えられぬ。此方も抜て先を取らねばならん—『福翁自伝』
と、両者互いに居合の機会をうかがう探り合いの状態であったと記している（なおこの出来事は結局両者の物怖じから、すれ違いざまにお互い一目散に逃げたという笑い話になっている）。
ほかにも薩摩藩に伝わるところによると、
殊に薩摩藩士は他藩に勝れて居合の術を習ふ事の流行せしより最も辻斬の妙を極め當時薩摩の辻斬と云へば劔道を心得たる者さへ怖れたる程なり（中略）劔道手練の者と雖も歩みながら人を斬る事は非常の難事にして不意に行人を斬らんとするには己先づ立留まり軆を構へて而る後に刀を抜かざるべからず、然るに薩摩人は居合の一流として歩みながら刀を抜くことに妙を得たれば人とすれ違ひざま一刀に斬放し置き忽ち刀を納めて悠々と歩み去る故斬らるゝもの殆ど避くるの隙無く、且つ之を捕らへんとしても容易に物色し難き事情あり—『西郷隆盛一代記：繪入通俗（甲）』
とある。
このように、不意打ちとしての居合の実用性の高さを示す事例は多数見られる。

### 芸術性
居合においては、その芸術性に関する考察がなされることがある。
まず日本刀を扱う武術という点である。古来は神器・魔除けとされ、近世になると「武士の魂」となり、また近年では「世界で最も美しい武器」とも評されるようになった日本刀を、実際に稽古道具として使用する武術は居合のほか存在せず、その心理効果・視覚効果は芸術性に大きく寄与すると考えられている。
次に静から動への著しい転換がある。居合は急な変に応ずる武術であるゆえ、座した状態や歩いている状態などから基本的に素早く抜刀することが求められる。この構えのない日常的な状況から瞬時に攻撃・守備に展開する、静から動への爆発的な転換の様子は、技の切れ味を助長させる効果がある。
それに加えて、残心の作法がある。これは、日本武術では武芸の種類に関わらず一貫して見られる作法であり、技を繰り出した後の余韻のことであるが、居合においては、特に顕著なものとなっている。それは、血振るいから納刀という一連の動作が含まれていることから、残心に対して時間配分が長く取られる傾向にあるためである。この残心の長さが、技終わりの動から静へと復す様子を如実に視覚化させ、前述の静から動への転換と併せて、「静→動→静」という形全体の対比を向上させる構成となっている。

### 神秘性
これまで述べてきたように、居合には元来、圧倒的に不利な状況からの立場の逆転という、一種のトリック・奇術的な要素が含まれており、加えて、静から動への爆発的な転換が顕著に見られる武術でもある。そのため、居合に対して当時「何か不思議な術」という印象が強かったことは否定できず、それは香具師が居合に目を付けたことにも関連づけられる。
林崎甚助に関する言い伝えには、「刀を抜いて人を斬るに、傍えの人にはただ鍔鳴りの音だけが聞えて、鞘を出入りする刃の色は見えなかったけれど、相手の首は既に下に落ちていた」というような逸話がある。また、新田宮流の伝書には、同流皆伝者が江戸通町で無礼討ちとして町人を抜き打ち袈裟に斬った際、抜刀と納刀が一調子で他人にはそれが見えなかった、と記載されている。現在でも小説、漫画、映画などの娯楽作品において、居合に対してそういった神秘性を求める大衆心理は消えていない。

### 精神性
居合とハ 人に切られず 人切らず たゞ請留て たいらかに勝—林崎系居合秘歌
抑居合の鞘に在て、其意味の深き事、たとへば大極の静なるがごとし、剣さやを潜るの間に、一理陰陽とならんとするの理あり、其鯉口をはなるゝ處、始て天地位し、剣敵の身に中て勝を我に得たる處、神明始て其中に在が如し、鋒鯉口を放れば、敵已に二ツになれり、天地位すれば、神明已に其中にあり、惣て剣術の雌雄は、鞘をはなれずして、勝負我にあり、若鞘をはづして勝事を敵に求むるものは必危し、能居合の道理と、孫武の兵法と、大武小武符号する事あり、武備の治世における、刀剣の鞘における、武の武たる事を察すべし—『武備和訓』
居合には「鞘の中の勝（鞘の内）」という理合があり、「刀を抜かずして勝つ」という意味を持つ。修行によって磨き上げた百錬不屈の心魂をもってすれば、自然と敵を威圧できるという精神論で説明される場合もあるが、技術論としては、対手の攻撃は当たらずこちらは切れる角度と距離を作る対処を追求していった結果、対手側がどう想定しても返し技を受けることが分かるようになり手が出せなくなる状態を指す。この時点では、こちらは未だ刀が鞘に収まっている状態である。
剣への武徳的な思想や霊明な徳が備わっているとする思想は近世武芸伝書中によく見られるものであるが、刀を抜くことを重んじる居合としては、その技法的な特徴から、こうした思想と結びつきやすかったと言える。武家社会では、刀を抜くこと自体が自他どちらかの死を意味する重い行為であったため、そもそも剣術となる以前の刀を抜かないことを極意とする居合は、殺人刀ではなく活人剣として、「武道の真髄を具現化したもの」、あるいは「剣術中の精髄」とも言われることがあり、孫子の言う「戦わずして人の兵を屈するは善の善なる者なり（戦わずして勝つ）」にも通じるところがある。
加えて、静坐または凝立した状態から見えない敵（無・空）に対して気を集中させ、無心に刀を抜き納めする、その精神修養性の強い稽古方法から、居合は、坐禅・立禅に対して「動く禅＝動禅」と称されることもあり、それは沢庵宗彭の『不動智神妙録』で説かれた「剣禅一致」に通ずる。なお、基本的に独稽古かつ必要最小限の限られた空間に日本刀一本と帯さえあればそのほかに何も必要としないため、ミニマリズムという観点からも禅の影響を強く受けた武術と言える。また、山形県村山市にある「林崎居合神社」の奥の院（山中）には、居合始祖・林崎甚助がその上で坐禅したと伝えられる「坐禅石」が現存している。ただし、無論仏教に限らず、他の武術と同様に神道、儒教、道教などきわめて雑多な思想の影響も見られる。
居合の精神性を表すような逸話は実際に存在する。例として、居合に秀でていたことで有名な井伊直弼と福沢諭吉に関する逸話がある。井伊直弼が創始した居合には、刀を抜かずに勝利を保つ「保剣」（前述の「鞘の内」に類似）という教えがあったが、井伊が殺害された桜田門外の変では、井伊は実際にこの教えに従って最後まで刀を抜かず、武名を守ったと言われている。また福沢諭吉は、「私は人を斬るということは大嫌い、見るのも嫌いだ」「刀など前時代的な野蛮なもの」として率先して帯刀を廃し、日本の西洋化・近代化を推し進めた人物であるが、最晩年の60歳代まで居合を趣味として続けている。

## 流派
（居合専門の流派に加え、総合武術として居合が含まれている流派も記載）

### 林崎系
- 神夢想林崎流（林崎新夢想流系に同名の流派あり）
  - 田宮流（詳細な伝系あり。田宮流#伝系を参照）
    - 田宮神剣流（現、田宮流居合術）
    - 新田宮流
      - 無形流
        - 無比流（無形流を学んだ武石兼相が明治期に流名を改め、無比流に併伝されたという。二系統で居合が現存）

      - 自鏡流（無外流剣術に併伝）
        - 無外流居合兵道（昭和に無外流高橋派剣術と自鏡流居合を学んだ中川申一により再編。自鏡流から変化していない形も伝承）

    - 無楽流
      - 林崎流（沼澤系。林流、林崎神流、林崎夢想流とも）
      - 一宮流（一宮系。高松系とは別流）
        - 林崎新夢想流（一宮流谷派。現、神夢想林崎流、林崎夢想流）
        - 一宮当流
        - 宮流

      - 夢想流（無楽流上泉派）
        - 民弥流

      - 長谷川英信流
        - 大森流（のちに英信流に併伝）
        - 無双直伝流（信州に伝わった系統）
        - 無双直伝英信流（土佐谷村派。谷村自雄の系統）
        - 無雙神傳英信流（土佐下村派。下村茂市の系統）
          - 無双神伝抜刀術兵法（植田平太郎の系統）
          - 夢想神伝流（中山博道の系統。英信流各派の技を整理し再編）

  - 関口新心流（柔術とともに居合術が和歌山にて現存）
    - 関口流抜刀術（関口流の抜刀技を特化した一派。熊本、岐阜、愛知、大分に現存）
    - 和新心流
    - 新心新流（井伊直弼が関口新心流を学び創始）
    - 山本流

  - 一宮流（高松系。一宮系とは別流）
  - 神明夢想東流
    - 水鴎流

  - 夢想神伝林崎流

### 林崎系以外
- 片山伯耆流（片山流とも。伝承によっては林崎系と伝わる）
  - 浅賀流
    - 山岸流

  - 景流
  - 伯耆流入江派
  - 伯耆流熊谷派
  - 伯耆流星野派（楊心流薙刀術・鎖鎌術、四天流柔術を併伝）
  - 片山心働流
- 鏡新明智流
  - 鏡心流
- 影山流
- 貫心流
- 興神流
- 自剛天真流
- 石尊真石流
- 信抜流
- 制剛流（田宮流の影響があると言われている）
  - 柳生制剛流（新陰流併伝。戦後は新陰流居合術とも。幕末に長岡房成によって新陰流に取り入れられ、昭和に柳生厳長らによって再編。複数の系統あり）
- 今枝流
  - 理方一流
    - 初実剣理方一流
- 立身流
  - 立身新流
  - 立身当流
- 天眞正自源流
  - 神変自源流
- 武田流（不遷流併伝）
- 念首座流
  - 未来記念流
- 不変流
- 溝口流
- 陽真流
- 隋変流
- 天真正伝香取神道流
- 北辰流（千葉家家伝）
- 卜伝流（松代藩の系統）
- 浅山一伝流（浅山一伝斎系）
  - 渋川一流（今治藩伝浅山一伝流の流れ）
- 一伝流（浅山一伝一存系）
  - 不伝流
- 将監鞍馬流
- 鐘捲流
- 有地新影流（福岡黒田藩伝柳生新陰流）
- タイ捨流（居合心術の名称と組太刀）
- 神道無念流
- 双水執流
- 小野派一刀流
- 伊藤派一刀流（一部系統に居合が伝わっていた）
- 竹内流
  - 竹内判官流
- 新心無手勝流（竹内三統流に併伝）
- 荒木流（複数系統あり。リンク先を参照）
- 四天流
- 武蔵円明流
- 力信流
- 無辺流
- 心形刀流
- 柴真揚流（小太刀居合）
- 楊心流（居合は失伝）
  - 鞍馬楊心流
- 鹿島神流
- 知心流
- 天然理心流
- 気楽流
- 石黒流
- 以心流
- 猪谷流
- 四天流
- 三和無敵流
- 大石神影流
- 太平真鏡流
- 長尾信開流
- 柳生心眼流
- 山口流
- 養心流
- 神道五心流
- 正木流
- 澁川流
- 夢想賢心流
- 小栗流

### 明治以降に創始された流派
- 警視流（明治に警視庁によって各流派から技を採用して創始）
- 弧刀影裡流（明治に野瀬庄五郎によって創始）
- 神刀流（明治に日比野雷風によって創始）
- 北辰神桜流（明治に北辰一刀流の篠田桜峰によって創始）
- 十劍大神流（明治に山邊春正によって創始）
- 肥田式強健術（大正に肥田春充によって創始）
- 戸山流（大正に中山博道指導のもと森永清によって創始された軍刀抜刀術）
- 高山流（昭和に高山政吉によって創始された軍刀抜刀術）
- 本體楊心流（昭和に高木流皆伝者の皆木三郎によって創始）
- 圓心流（幕末の小橋庄兵衛を中興の祖とし、居合の形は昭和に小橋日感によって制定）
- 無限神刀流（昭和に大東流の山本角義によって創始）
- 道高流（昭和に江夏金太郎によって創始）
- 清心流（昭和に菊地和雄によって創始）
- 柳心照智流（昭和に河端照孝によって創始）
- 神心無想流（昭和に神後宗冶伝の神影流剣術の中島将弼によって創始）
- 禾眞流（平成に油井眞次によって創始）
- 北辰一刀流抜刀術（小樽玄武館の系統）
- 柳生心眼流居合（近代以降の創作武術とされる）
- 修心流居合術兵法（町井勲の創始）

## 居合術に秀でていた著名人
（居合術および武芸に関連する知名度を除いて著名な人物）
- 細川忠興（片山伯耆流。武将。大名。小倉藩初代藩主）
- 立花宗茂（隋変流開祖。武将。大名。柳川藩初代藩主）
- 松平頼重（高松御流儀開祖。大名。高松藩初代藩主）
- 水戸光圀（新田宮流。大名。水戸藩第2代藩主）
- 津軽信政 （林崎新夢想流。大名。弘前藩第4代藩主）
- 津軽政朝（林崎新夢想流。弘前藩家老）
- 種子島久基（関口流。薩摩藩国家老。種子島主）
- 茅野常成（自眼流。赤穂浪士）
- 松平頼貞（直指流開祖。大名。守山藩初代藩主）
- 松平頼恭（松平家流開祖。大名。高松藩第5代藩主）
- 松平定信（山本流。大名。老中。白河藩第3代藩主）
- 松平治郷（不伝流。大名。松江藩第10代藩主）
- 松浦静山（田宮流。大名。平戸藩第9代藩主）
- 窪田清音（田宮流、吉富流。旗本。兵学者。講武所頭取）
- 椿椿山（片山伯耆流。文人画家）
- 井伊直弼（新心新流開祖。譜代大名。大老。彦根藩第15代藩主）
- 奥平昌服（新當流。譜代大名。中津藩第8代藩主）
- 山内容堂（長谷川英信流。外様大名。土佐藩第15代藩主）
- 東郷実友（水野流。薩摩藩士。東郷平八郎の父）
- 横井小楠（熊本藩士。儒学者）
- 松森胤保（田宮流。松山藩付家老。博物学者）
- 河上彦斎（我流。熊本藩士。幕末の四大人斬り）
- 桐野利秋（我流。薩摩藩士。軍人。幕末の四大人斬り）
- 板垣退助（長谷川英信流。伯爵。軍人。政治家。自由民権運動家。元内務大臣）
- 福沢諭吉（立身新流。啓蒙思想家。教育者。慶應義塾創設者）
- 中村天風（隋変流。実業家。思想家）
- 土居通夫（田宮流。実業家。大阪電灯初代社長）
- 児島惟謙（田宮流。裁判官。政治家。第8代大審院長）
- 松本十郎（田宮流。官僚。元北海道開拓大判官）
- 木村篤太郎（政治家。初代防衛庁長官、法務大臣、全日本剣道連盟会長他）
- 笹森順造（林崎新夢想流。政治家。教育者。元復員庁総裁、賠償庁長官、青山学院院長、全日本剣道連盟最高顧問）
- 山内豊健（長谷川英信流。子爵。軍人。元陸軍少将）
- 桂川質郎（夢想神伝流。大相撲力士。元幕内前頭筆頭）
- 園田直（夢想神伝流。政治家。軍人。元内閣官房長官、厚生大臣、外務大臣他）
- 土田國保（警察官僚。元警視総監、防衛大学校校長）

## 居合道・抜刀道との相違
居合道
当初「居合道」は、「剣術/剣道」などに同じく、内容的には「居合術」と同意義の語であり、「術」の高次元的概念としての「道」を意味するものであった。1956年（昭和31年）に全日本居合道連盟刀法が、1969年（昭和44年）に全日本剣道連盟居合が制定されると、こういった連盟が定めた規定の形を演武し、技の正確さで勝敗を決定する現代武道の語として定着していった。しかし、居合道では、居合道連盟（多数あり）に加盟している「居合術」流派が「古流」と称され、前述のような規定形と並行して学ばれることがほとんどであり、試合においても前述の規定形とともに自身の流派の形も披露する。
このように居合道は、思想的・技術的な面からして、居合術との境界が明確には存在しない。そのため、どこの居合道連盟にも加盟せず、試合形式と全く関連を持たない流派を、狭義に「居合術」流派とすることもある。
抜刀道
抜刀道は、試し斬りを競技化した現代武道であり、居合術の別称である「抜刀術」から着想を得た名称と考えられている。ただし、本来居合術と試し斬りは全く異なる分野であり、試し斬りに関しては、決して抜刀すること自体に重要な意味を持っているわけではない。また江戸時代の居合術流派に試し斬りが稽古として積極的に行われていたという記録はなく、両者の融合は、明治時代の戸山流の影響とも言われている。
そもそも剣術や居合術は、「刃が届いてかすりさえすれば良い（戦闘不能にできる）」という捉え方であるため、切り口の良し悪しは二の次であった（ただし居合術では、刃筋を正す素振りの動作が形の中に取り入れられており、その点では試し斬りとも共通点がある）。